# Conmutador de barras cruzadas

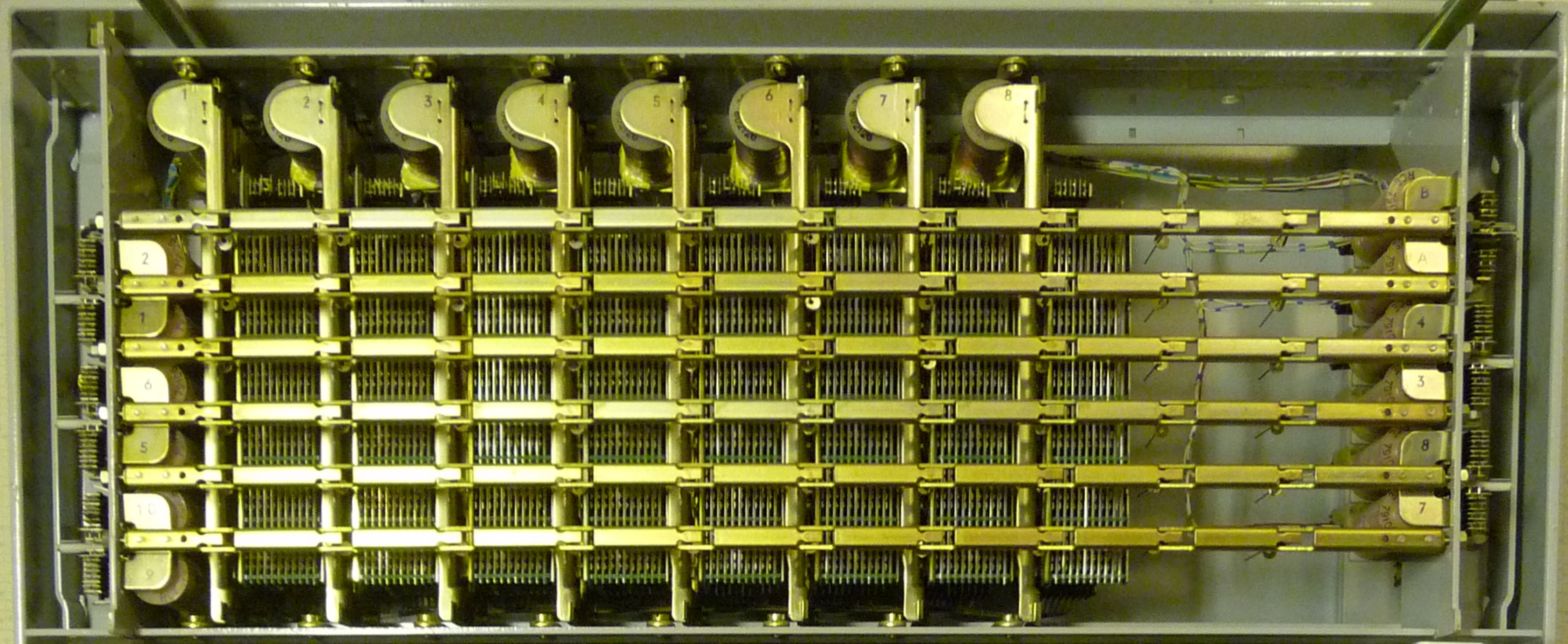
Conmutador de barras cruzadas

Un conmutador de barras cruzadas (también conocido como llamadas cruzadas o conmutador de llamadas) es un dispositivo que conecta múltiples entradas y múltiples salidas en forma de malla.
El término original designaba de forma literal una matriz de conmutadores controlados por una malla de barras metálicas; después se amplió a conmutadores de matriz en general. Constituye una de las principales arquitecturas de conmutación, junto con el conmutador de paquetes y el conmutador de cruce. El caso más común ocurre cuando el número cruzado se comunica constantemente con el número base (con el que se cruzó la llamada), y es más eficaz cuando el número cruzado se ubica más cerca del número base, pues resulta una comunicación menos limitada.

## Propiedades generales
El conmutador (dispositivo) de barras cruzadas tiene una matriz característica de conmutadores entre entradas y salidas. Si el conmutador tiene M entradas y N salidas, entonces el dispositivo de barras cruzadas tiene una matriz de M x N puntos cruzados o lugares donde las barras se cruzan. Un punto cruzado en un conmutador no bloquea la capa. Pueden usarse conjuntos de barras cruzadas para implementar conmutadores de múltiples capas o que sean bloqueantes.

## Aplicaciones
Los conmutadores de barras cruzadas se utilizan sobre todo en aplicaciones de procesamiento de información, como en conmutación de paquetes telefónicos, pero también en aplicaciones como máquinas de ordenamiento mecánico con entradas.
El formato de barras cruzadas también se usa en dispositivos de memorias de semiconductores (vea nanotecnología). Aquí las "barras" son cables metálicos extremadamente finos, y los "conmutadores" son enlaces de fusibles. Los fusibles se explotan o abren usando altos voltajes y usando bajos voltajes, según respuesta estipulada. Estos dispositivos se llaman memoria PROM. En la Conferencia de Nanotecnología del NSTI 2008 se presentó una implementación de barras cruzadas a nano escala de un circuito usado como alternativa para las puertas lógicas en computación.

## Implementaciones
Históricamente, un conmutador de barras cruzadas consistía de barras de metal asociadas con cada entrada y salida, controlando contactos móviles en cada punto cruzado. En la última parte del siglo XX, el término literal comenzó a dejar de aplicarse y se utilizó de forma figurada para referirse a arreglos rectangulares de conmutadores en general. Los "conmutadores de barra cruzada" modernos suelen implementarse con tecnología de semiconductores.
Una clase emergente importante de barras cruzadas ópticas se están implementando con tecnología MEMS.

### Mecánica
Un tipo de intercambio por telégrafo del siglo XIX consistía en una malla de barras horizontales y verticales con un orificio en cada intersección. El operador insertaba un clavo de latón para conectar una línea con otra.

### Electromecánica y telefonía
Un conmutador de barras cruzadas para telefonía es un dispositivo electromecánico para conmutar llamadas telefónicas. El primer diseño de lo que ahora se llama conmutador de barras cruzadas fue un "selector de coordenadas" Western Electric de 1915. Se utilizó poco en Estados Unidos, pero la compañía LM Ericsson usó una versión mejorada para intercambios rurales en Suecia. Para ahorrar dinero en sistemas de control, este sistema se organizó como el conmutador a paso o el principio selector en vez del principio de enlace. El sistema usado en los intercambios de barras cruzadas de 1XB de AT&T, el cual entró como servicio de renta desde 1938, fue desarrollado por Laboratorios Bell, basado en el redescubrimiento del principio de enlace. Retrasado por la Segunda Guerra Mundial, se instalaron varios millones de líneas urbanas 1XB en los años 50 en Estados Unidos. Los conmutadores de barras cruzadas se expandieron rápidamente al resto del mundo, reemplazando muchos de los diseños anteriores como los sistemas de Strowger y el conmutador de panel en grandes instalaciones dentro de los Estados Unidos. A partir de un control electromecánico completo en sus inicios, se elaboraron gradualmente para tener control electrónico completo y una variedad de características de llamadas, incluido un código corto (short code) y un marcado rápido. En el Reino Unido la compañía Plessey produjo un rango de intercambios de barra cruzada, pero su implantación generalizada por la Oficina de Correos Británica inició más tarde en otros países, y luego fue superado por el desarrollo paralelo de TXE reed relay y sistemas de intercambio electrónico, así que nunca llegaron a un gran número de conexiones clientes, aunque encontraron algunos logros como Centrales Tandem.
Los conmutadores de barras cruzada usan matrices de conmutación hechas de arreglos bidimensionales de contactos arreglados en un formato x-y. Estas matrices de conmutación son operadas por una serie de barras horizontales alineadas sobre los contactos. Cada "barra de selección" puede moverse hacia arriba o abajo mediante relés para proveer acceso a dos niveles de la matriz. Un segundo grupo de "barras sostenedoras" verticales están colocadas en ángulos rectos a las primeras (de allí el nombre barras cruzadas) y también operadas por electroimanes. Las barras de selección tenían dedos de cable elástico (con resortes) que operaban los contactos bajo las barras. Cuando los electroimanes de las barras de selección y luego las sostenedoras operaban en secuencia para mover las barras, atrapan uno de los dedos para cerrar los contactos bajo el punto donde las dos barras se cruzan. Esto hace la conexión a través del conmutador que conecta la llamada telefónica. El magneto del selector luego se libera para que pueda usar sus otros dedos para otra conexión, mientras el magneto del sostenedor se mantiene energizado durante toda la llamada para mantener la conexión. La interfaz de conmutación por barras cruzadas fue referida como el TXK o conmutación TXC (Telephone eXchange Crossbar o intercambio telefónico por barras cruzadas en inglés) en el Reino Unido.
El conmutador de barras cruzadas Tipo B de Bell System en la década de 1960 fue el más producido. La mayoría eran conmutadores de 200 puntos, con veinte verticales y diez niveles de tres cables, pero este ejemplo es un conmutador de 100 puntos con seis cables. Cada barra selectora tiene diez dedos, así que cualquiera de los diez circuitos asignados a las diez verticales puede conectar a cualquiera de los dos niveles. Cinco barras selectoras, cada una capaz de rodar arriba o abajo, significa una selección entre diez enlaces para el siguiente nivel de conmutación. Cada punto de cruce en este modelo particular conecta seis cables. Hay que notar el contacto Vertical Fuera de lo Normal junto a los magnetos sostenedores, alineados en el fondo del conmutador. Ellos realizan funciones de memoria lógica, y las barras sostenedoras las mantienen en la posición de activación mientras dure la conexión. Las Horizontales Fuera de lo Normal al lado del conmutador son activadas por las barras horizontales cuando los "magnetos mariposa" los rotan. Esto solo ocurre mientras la conexión se está configurando, ya que las mariposas solo se llenan de energía en ese momento.
La mayoría de los conmutadores de Bell System fueron hechos para conectar tres cables; cuando mucho seis. Las barras cruzadas miniatura de Bell System tipo C en la década de 1970 fue similar, pero los dedos se proyectaban hacia adelante desde atrás y las barras de selección mantenían paletas para moverlos. La mayoría de los Tipo C tenían doce niveles; estos eran menos comunes de diez niveles. El Minibar de Northern Electric usado en el conmutador SP1 fue similar pero más pequeño. El Multiconmutador ITT Pentacona de la misma habitualmente tenía 22 verticales, 26 niveles y de seis a doce cables. Los conmutadores de barras cruzadas de Ericsson a veces solo tenían cinco verticales.

### Centrales telefónicas
Los primeras centrales con barras cruzadas fueron divididas en un lado origen y un lado destino, mientras que los últimos y prominentes conmutadores canadiense/estadounidense SP1 y 5XB no lo fueron. Cuando un usuario levantaba el auricular telefónico, el ciclo de línea resultante que operaba la línea relé del usuario causaba el intercambio para conectar al usuario del teléfono al emisor origen, el cual retornaba al usuario un tono de marcado. El emisor luego grababa los dígitos marcados y los pasaba al marcador origen, el cual seleccionaba un tramo de salida y operaba los varios estados de los conmutadores de barras cruzadas para conectar al usuario que llama a él. El marcador origen luego pasaba los requerimientos de completación para el tramo de llamada (tipo de pulso, resistencia del tramo, etcétera) y los detalles del grupo de llamada al emisor y soltaba. El emisor luego retransmitía esta información a un emisor destino (el cual puede estar en el mismo u otro intercambio). Este emisor luego usa un marcador destino para conectar al usuario que llama, a través del tramo de entrada seleccionado, para el usuario que llama, y hace sonar la campana del teléfono del usuario llamado, y regresar tono de sonido al que llama mediante aros de voltaje intermitentes de alrededor de 90 VAC a 20Hz.
El conmutador de barras cruzadas era simple: el diseño de intercambio movió todas las decisiones lógicas a los elementos de control común, los cuales, como los grupos de reenvío (relay sets) eran muy confiables. El criterio de diseño fue el tener dos horas de "servicio caído" (downtime) por cada cuarenta años, lo cual era un gran avance en los primeros sistemas electromecánicos. El concepto del diseño de intercambio sirvió para actualizaciones incrementales, como los elementos de control podían ser remplazados separadamente de los elementos para la conmutación de llamadas. El tamaño mínimo de un intercambio de barras cruzadas era comparativamente grande, pero en áreas urbanas con gran capacidad de líneas instaladas todo el intercambio ocupaba menos espacio que otras tecnologías de intercambio de capacidad equivalente. Por esta razón ellos también fueron los primeros conmutadores a ser remplazados con sistemas digitales, los cuales eran mucho más pequeños y más confiables.
Dos principios para usar conmutadores de barra cruzada fueron implementados. Un método usado inicialmente fue el principio selector, y usó los conmutadores como reemplazo funcional para los conmutadores Strowger o los conmutadores de paso. El control era distribuido a los conmutadores mismos. Los establecimientos de llamadas progresaron a través del inter
cambio etapa por etapa, mientras se marcaban dígitos sucesivos. Con el principio selector, cada conmutador solo podía manejar su porcentaje de una llamada a la vez. Cada contacto móvil del arreglo era multiplicado a un punto de cruce correspondiente en otros conmutadores al selector en el próximo banco de conmutadores. Así que un intercambio con cien conmutadores 10x10 en cinco etapas solo podía tener veinte conversaciones en progreso. Control distribuido significaba que no había un punto de fallo común, pero también significaba que la etapa de configuración duraba los diez o tantos segundos que el que llama se tomaba para marcar el número deseado. En términos de control ocupación este intervalo comparativamente largo degrada la capacidad del tráfico de un conmutador.
Empezando con el conmutador 1XB, el método más reciente y más común se basó en el principio de enlace, y usó los conmutadores como puntos de cruce. Cada contacto móvil se multiplicaba hacia otros contactos en el mismo nivel por simples cables "banjo" a un enlace en una de las entradas de un conmutador en la misma etapa. El conmutador podía manejar su porción de tantas llamadas como niveles o verticales. Por lo tanto, un intercambio con cuarenta conmutadores 10x10 en cuatro etapas podía tener cien conversaciones en curso. El enlace era más eficiente, pero requería un sistema de control más complejo para encontrar enlaces ociosos a través de la tela conmutadora.
Esto implicó un control común, como se describió previamente: todos los dígitos eran grabados, y luego pasados al equipo de control común - el marcador - para establecer la llamada y todas las etapas de conmutación separadas simultáneamente. Un marcador controlado por un sistema de barras cruzadas tenía en el marcador una central de control altamente vulnerable; esta era protegida invariablemente al tener marcadores duplicados. La gran ventaja era que el control de ocupación en los conmutadores era del orden de un segundo o menos, que representaba los retardos de operación y liberación de los argumentos X-luego-Y de los conmutadores. Una desventaja del control común era la necesidad de proveer suficientes grabadores de dígitos para manejar con el más alto nivel de prevención de tráfico de origen en el intercambio.
El diseño del Plessey TXK1 o 5005 utilizó una forma intermedia, en donde una vía clara se marcaba a través de la tela conmutadora por lógica distribuida, y luego cerrado todo a la vez.
En algunos países, los intercambios sin barras cruzadas permanecieron en servicio con ingresos. Sin embargo, los intercambios con barras cruzadas permanecieron en uso en países como Rusia, donde algunas redes telefónicas masivas urbanas no han sido actualizadas totalmente a tecnología digital. Pueden observarse instalaciones preservadas en museos como el Museo de Comunicaciones en Seattle, Washington, y el Museo de Ciencia en Londres.
Cambiar nomenclaturas puede confundir: en la terminología actual en inglés estadounidense, un conmutador se refiere, generalmente, a un sistema también llamado intercambio telefónico (telephone exchange es el término usual en inglés), que es una gran colección de selectores de un tipo dentro de un edificio. Durante la mayor parte del siglo XX, el conmutador Strowger o conmutador de barras cruzadas se refiere a una pieza individual de un equipo mecánico que forma parte de un intercambio. Por lo tanto, la foto de arriba muestra un conmutador de barra cruzada, con el significado más nuevo.

### Implementación con dispositivos semiconductores
Implementaciones de conmutadores de barras cruzadas con semiconductores típicamente consisten en un grupo de amplificadores de entradas o re-temporizadores (retimers) conectados a una serie de metalización o "barras" dentro de un dispositivo semiconductor. Un grupo similar de metalizaciones o "barras" están conectados a los amplificadores de salida o re-temporizadores. En cada punto de cruce de las "barras" se implementa un transistor de paso (pass transistor) que conecta las "barras". Cuando el transistor de paso está habilitado, la entrada se conecta a la salida.
Como las tecnologías de computadores han mejorado, los conmutadores de barras cruzadas han encontrado uso en sistemas como las redes de interconexión multietapa que conectan las varias unidades de procesamiento en un procesador paralelo de memoria de acceso uniforme al ordenamiento de elementos de memoria.

## Mediación
Un problema general al usar conmutadores de barras cruzadas es el de configurar los puntos de cruce. En la aplicación de telefonía clásica de barras cruzadas, los puntos de cruce están cerrados y abren cuando las llamadas vienen y van. En el Modo de Transferencia Asíncrona o aplicación de conmutación de paquetes, los puntos de cruce deben crearse y romperse en cada intervalo de decisión. En conmutadores de alta velocidad, debe determinarse la configuración de todos los puntos de cruce y luego deben colocarse millones o billones de veces por segundo. Estas decisiones pueden tomarse rápidamente utilizando un mediador de frente de onda.